# Себу (провинция)
Себу́ (себ. Sugbo, таг. Sebu) — провинция Филиппин, расположенная на одноимённом острове и включающая 167 близлежащих мелких островов. Остров расположен к востоку от острова Негрос, к западу от островов Лейте и Бохоль. С одной стороны его омывает пролив Бохоль, с другой (со стороны Негроса) — пролив Танон. Административный центр провинции — город Себу, который сам в состав провинции не входит и подчиняется напрямую властям региона Центральные Висайи. На острове Мактан расположен международный аэропорт, который и обслуживает этот регион.

## География
Координаты провинции — между 9,5 и 11,25° с. ш. и между 123,25 и 124,12° в. д. Площадь — 5088,4 км².
Остров Себу имеет вытянутую в длину на 225 км с севера на юг форму. Из мелких окружающих его островов наиболее известны Мактан, Бантайян, Малапаскуа и группа островов Камотес. Остров имеет узкую низменную береговую линию. В рельефе здесь преобладают невысокие горы, около 1000 м, горные гряды протянуты в меридиональном направлении.
На равнинных участках расположены города Бого, Сан-Ремихио, Медельин, Даанбантаян.

## История
Между XIII и XVI веками остров Себу был известен как Зубу или Сугбо, и был заселен мусульманами и племенами, исповедовавшими анимизм. Они торговали с народами соседних стран, Индонезии и Малайзии. Появление в этих краях Фернана Магеллана в 1521 году положило начало испанской колонизации.
Первый контакт европейцев с местным населением закончился плачевно. Собравшись крестить местных жителей, Магеллан завел дружеские отношения с раджей Хумабоном, водрузил деревянный крест на берегу острова Себу. Раджа Хумабон и его жена приняли христианство, получив новые имена, Карлос и Хуана, и вместе с ними в христианство были обращены ещё 700 себуанцев. Но через две недели после этого случая между испанцами и жителями острова Мактан, где правил другой вождь, Дату Лапу-Лапу, произошла ссора. В битве Магеллан был убит.
Следующим после Магеллана был Мигель Лопес де Легаспи, прибывший на Себу в 1565 году из Мексики. С этого момента испанцы начали строить здесь поселения и вести торговлю. Остров они назвали «Город Святейшего имени Христа». Первым испанским городом был Себу. В 1595 году в городе уже основали университет Сан-Карлос, а в 1886 город был открыт для зарубежной торговли. В конце XIX века период испанского господства сменился опекой Соединённых Штатов Америки.
В период Второй Мировой войны остров Себу, как и вся страна, был оккупирован японскими войсками. В освобождении участвовали соединенные филиппинско-американские вооруженные силы, в том числе группу себуанских повстанцев возглавил американец Джеймс Кашинг.
В 2010 году, из-за непримиримой позиции актрисы и «Мисс мира» Глории Диас относительно национальных языков, отделение Лиги вице-мэров Себу объявило свою соотечественницу персоной нон грата.

## Население
Численность населения провинции — 4 167 320 чел. (2010). В столице проживает 798 000 чел. Плотность населения — 818,98 чел./км², одна из самых высоких в стране.
Главным языком провинции является себуано, на котором говорят и на многих соседних островах, в общей сложности 20 млн чел. Распространены также тагальский, английский и испанский, и другие языки группы висайя. В китайских общинах употребляется китайский.
В религиозном отношении местное население в основном исповедует католицизм, но встречаются и другие религии.

## Административное деление
В административном отношении делится на 44 муниципалитет и 9 города.

### Города
- Себу (Cebu City)
- Лапу-Лапу (Lapu-Lapu City)
- Мандауэ (Mandaue)
- Данао (Danao City)
- Талисай (Talisay City)
- Толедо (Toledo City)
- Бого (Bogo City)
- Каркар (Carcar City)
- Нага (Naga City)

### Муниципалитеты
| - Алкантара (Alcantara) - Алкой (Alcoy) - Алегрия (Alegria) - Алогинсан (Aloguinsan) - Аргао (Argao) - Астуриас (Asturias) - Бадиан (Badian) - Баламбан (Balamban) - Бантайан (Bantayan) - Барили (Barili) - Болхоон (Boljoon) - Борбон (Borbon) - Кармен (Carmen) - Катмон (Catmon) - Компостела (Compostela) | - Консоласион (Consolacion) - Кордоба (Cordova) - Даанбантайян (Daanbantayan) - Делагете (Dalaguete) - Думанхуг (Dumanjug) - Гинатилан (Ginatilan) - Лилоан (Liloan) - Мадридехос (Madridejos) - Малабуйок (Malabuyoc) - Медельин (Medellin) - Мингланилья (Minglanilla) - Моалбоал (Moalboal) - Ослоб (Oslob) - Пилар (Pilar) - Пинамунгахан (Pinamungahan) | - Поро (Poro) - Ронда (Ronda) - Самбоан (Samboan) - Сан-Фернандо (San Fernando) - Сан-Франсиско (San Francisco) - Сан-Ремигио (San Remigio) - Санта-Фе (Santa Fe) - Сантандер (Santander) - Сибонга (Sibonga) - Согод (Sogod) - Табогон (Tabogon) - Табуэлан (Tabuelan) - Табуран (Tuburan) - Тудела (Tudela) |

## Экономика
Провинция Себу — одна из наиболее развитых на Филиппинах. Город Себу — крупнейший центр торговли, образования, промышленности, культуры и туризма в регионе Центральные Висайи. В экономике значительную роль играют зарубежные инвестиции, в неё вложены средства американских, японских и прочих компаний. Здесь действуют и национальные корпорации, что в целом способствует развитию провинции.
Авиалинии связывают остров с такими центрами, как Сингапур, Тайбэй (Тайвань), Пусан и Сеул(Южная Корея), Гонконг, Токио-Нарита (Япония), Кота-Кинабалу и Куала-Лумпур (Малайзия), Шанхай-Пудонг (Китай), Доха (Катар). Функционирует и морской транспорт.

## Образование
Образование себуанцы получают в школах и ВУЗах, первоначальное обучение составляет 6 лет, затем следуют 4 года старшей школы, после чего образование можно продолжить в специальных учебных заведениях. К таким заведениям относятся университеты с широким профилем, так и высшие школы с узкой специализацией, медицинской, технической, педагогической, навигационной, юридической, компьютерной и другими.
В провинции есть телевидение, пресса выходит на английском языке и себуано.